# Banchette
Banchette – miejscowość i gmina we Włoszech, w regionie Piemont, w prowincji Turyn.
Według danych na rok 2004 gminę zamieszkiwało 3427 osób, 1713,5 os./km².

## Miasta partnerskie
- Septème